# Décussation

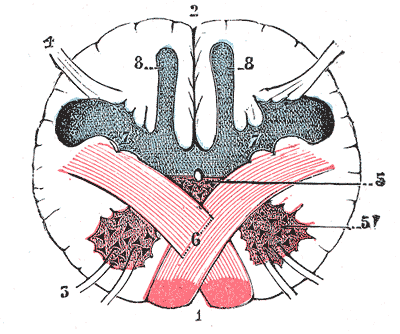
Section de la moelle allongée au niveau de la décussation des voies pyramidales.

Une décussation est, en médecine, un croisement en forme de X. Plus particulièrement, ce terme désigne le passage à travers le plan médian des fibres nerveuses connectant un hémisphère cérébral à la moitié controlatérale du corps. 

## La décussation des voies nerveuses
Le cerveau envoie des commandes et reçoit des informations de la moitié opposée du corps. Par exemple, le cortex moteur gauche commande les muscles de l'hémicorps droit tandis que le cortex visuel droit traite les informations visuelles qui se trouvent dans la moitié gauche de notre champ de vision. Par conséquent, les fibres nerveuses doivent nécessairement croiser le plan médian pour connecter le centre nerveux et la région concernée. 

### Voies motrices
Pour la voie de la motricité volontaire, dite voie pyramidale, la décussation du faisceau corticospinal latéral (qui commande les muscles distaux des membres) a lieu juste en dessous du bulbe rachidien. Dans le faisceau corticospinal ventral (qui commande les muscles axiaux du tronc pour la posture) la décussation a lieu à tous les étages médullaires avant de s'articuler avec les motoneurones 
Pour la motricité involontaire, les voies extrapyramidales réticulospinale et vestibulospinale ne décussent pas.

### Voies visuelles
La décussation des voies visuelles a lieu au niveau du chiasma optique mais ne concerne que les fibres originaires de la partie nasale de chacune des deux rétines ainsi que la moitié des fibres  (de chacune) des fovéas. Par conséquent, les informations en provenance de chaque moitié du champ visuel qu'elles soient captées par l'œil gauche ou l'œil droit sont projetées à l'hémisphère ipsilatéral. 

## Pourquoi les principales voies nerveuses décussent-elles?
La décussation des fibres nerveuses est connue depuis l'Antiquité car déjà Hippocrate avait noté qu'une blessure du côté gauche de la tête engendrait des convulsions de la partie droite du corps. Mais l'explication de ce phénomène qui semble, à première vue, inutilement compliqué montre que le système nerveux est une des questions les plus difficiles des neurosciences. Ainsi Ramon y Cajal disait qu'il s'agissait là de l'une des plus obscures questions de la biologie.
L'explication qui a la faveur des neurosciences contemporaines repose sur une explication adaptative proposée par Ramon y Cajal : la présence d'un danger dans le champ visuel droit doit être accompagnée d'une fuite dans le sens opposé. Le réflexe de fuite serait donc plus rapide si l'information visuelle parvenait aux structures nerveuses qui commandent les muscles qui permettent la fuite. Or chez les vertébrés primitifs, comme les poissons, une telle fuite se fait par une flexion des muscles axiaux contralatéraux au danger qui sont sous la commande des voies réticulospinale et vestibulospinale qui ne décussent pas. Chez les vertébrés ultérieurs, pourvus de membres, ce réflexe de fuite a mis en jeu les muscles distaux ipsilatéraux au danger (comme la patte de la grenouille sur laquelle elle s'appuie pour bondir dans la direction opposée au danger). Par conséquent, les voies motrices corticospinale et rubrospinale qui commandent ces muscles distaux ont dû décusser pour assurer la connexion avec les centres moteurs où s'initiait le réflexe de fuite impliquant les muscles axiaux. Finalement, chez les mammifères, et les primates en particulier, où la motricité volontaire implique majoritairement la voie pyramidale, la décussation serait un vestige phylogénétique de la prépondérance des voies motrices extrapyramidales des vertébrés primitifs. Les travaux récents en neurosciences du développement semblent confirmer cette théorie.

## Sources
- Serge Vulliemoz, Olivier Raineteau et Denis Jabaudon, « Reaching beyond the midline: why are human brains cross wired? », The Lancet Neurology 4(2) 2005, 87-99. [(en) lire en ligne].

Commentaire dans le Washington Post, 13/06/2005.